# Tristychius
 (décembre 2018).
Si vous disposez d'ouvrages ou d'articles de référence ou si vous connaissez des sites web de qualité traitant du thème abordé ici, merci de compléter l'article en donnant les références utiles à sa vérifiabilité et en les liant à la section « Notes et références ».
Tristychius arcuatus
Genre
Espèce
Tristychius est un genre éteint de requins, découvert en Écosse, ayant vécu au Carbonifère (336 à 326,4 Ma) et dont l'unique espèce est Tristychius arcuatus qui mesurait 60 centimètres de long.

## Mode de vie
Ce requin primitif vivait dans les marécages du Carbonifère où il trouvait de petites proies tels des poissons. Par contre il trouvait pas mal de grand prédateurs tels des amphibiens géants comme des temnospondyles ou encore des arthropodes gigantesques comme Meganeura. Tristychius vivait également dans le territoire du Stethacanthidae du nom de Akmonistion zangerli dont il devait être sans doute son prédateur. L' animal étant petit, il vivait et se déplaçait probablement en groupe.

## Physiologie

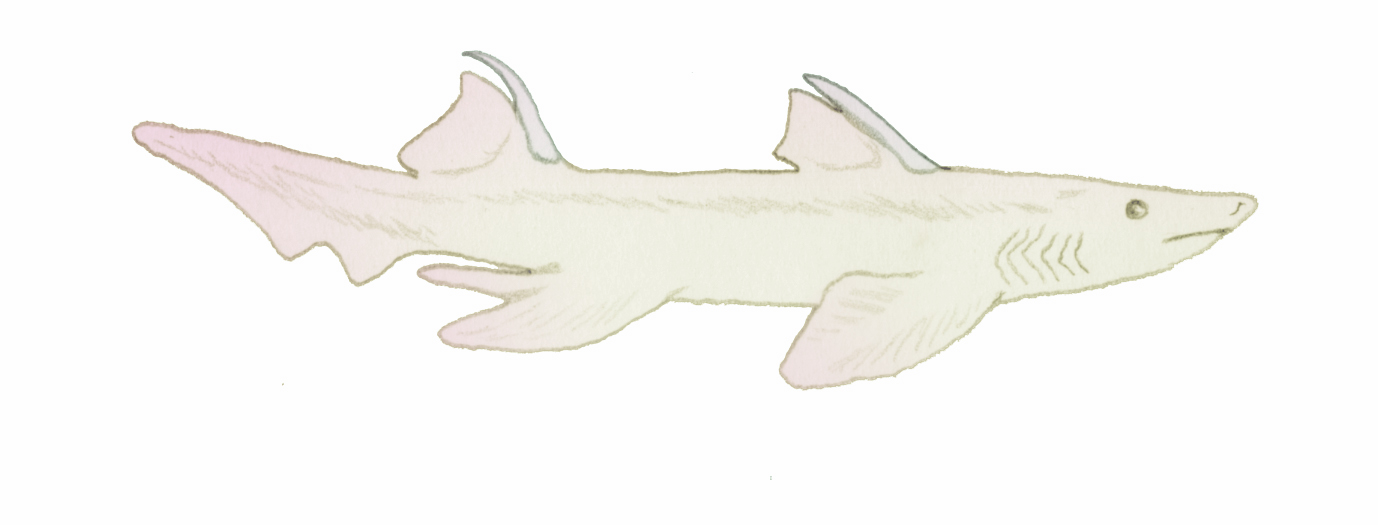
Dessin de Tristychius.

En se basant sur les reconstitutions de ce Chondrichthyes fossile, on remarque qu'il ressemble étrangement à l'aiguillat noir, un requin des abysses qui est beaucoup plus grand (1,1 mètre  de long) mais qu'il possède des aiguilles au niveau des ailerons (comme son nom l'indique) et une nageoire caudale allongée. Malgré cette étrange ressemblance, il n'appartenait pas au même ordre et à la même famille car l'aiguillat noir appartient à l'ordre des Squaliformes et Tristychius arcuatus appartient à l'ordre fossile de Ctenacanthida dont il est pour l'instant le seul représentant.

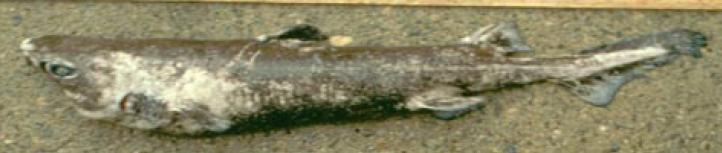
L' Aiguillat noir, le requin qui ressemble le plus au Tristychius arcuatus.